# Kiptxak
|  | Aquest article tracta sobre el grup humà. Vegeu-ne altres significats a «Llengües kiptxak». |

Els kiptxaks foren una de les set tribus dels turcs kamik i després una confederació de tribus. El nom podria derivar de l'antic turc kibčak (desgraciat) o del sagai kipčak (colèric); els kiptxaks s'haurien separat dels kimaks i s'haurien dirigit a terres al nord del petxenegs.
Sembla que progressivament els kimaks i els kiptxaks es van separar, però conservaven la mateixa llengua. Al segle xi van avançar de nord cap a sud, expulsant a les tribus oghuz cap a l'Iran i Anatòlia, i es van apoderar de diverses regions. Apareixen en alguns moments com a veïns i vassalls del xa de Coràsmia. El 1120 apareixen aliats als georgians. Sota la seva direcció es va formar una confederació de tribus. La tribu dominant dels kiptxaks eren els kumans, coneguts a Europa com cumans i a Rússia com a polovtzi (polovtesos) i foren identificats com el conjunt de la confederació kiptxak quan només n'eren una part.
Jordi III de Geòrgia amb el futur emperador Andrònic Comnè el 1173 va marxar per defensar el seu vassall Akhsitan I i recuperar Derbent, que havia caigut en mans dels kiptxaks i va reforçar el domini georgià a la zona.

## Els kiptxaks a Transoxiana
Després de la conquesta mongola al segle xiii, al segle xiv hi havia individuals i petits grups kiptxaks establerts a Transoxiana, però no dominaven territori allí. El 1365 grups de kiptxaks van lluitar dirigits per Sarbugha Jalayir contra els mogols. Van formar part de les tropes de Sarbugha i Adil Shah Jalayir durant la revolta contra Tamerlà (1376-1377). Sembla que aquests grups kiptxaks estaven sotmesos als jalayirs. El 1377 Sarbugha es va sotmetre i Adil Shah fou executat i els kiptxaks no tornen a ser esmentats fins al 1390, quan existia un qoshun (batalló) dirigit per Uthman Bahadur Kiptxak.
Entre els individuals destaquen l'amir Abas Bahadur, fidel personal de Tamerlà, i Khatai Bahadur.